# Charivius
Charivius, in francese Hervé, (fl. inizio VIII secolo) fu un duca franco del Maine (dux Cenomannicus).

## Biografia
Suo padre era Chrotgar, duca del Maine, figlio o nipote di Crodoberto, conte palatino di Clotario III. Nel 723 prese le entrate della diocesi di Le Mans. Alla morte del vescovo Herlemund, Charivius assunse il controllo della diocesi e dei suoi monasteri e nominò suo figlio analfabeta Gauzioleno come vescovo. La data della morte di Charivius sia sconosciuta. Gauzioleno mantenne il controllo della diocesi e della regione in qualità di vescovo fino al 771. Charivius è postulato da Settipani come antenato della dinastia dei Rorgonidi. 